# Gerben Broeren
Gerben Gerardus Johannes Broeren (nascido em 19 de dezembro de 1972) é um ex-ciclista holandês que participava em competições de ciclismo de pista.
Broeren competiu representando os Países Baixos nos Jogos Olímpicos de Barcelona 1992, onde terminou em 12º na perseguição por equipes de 4 km.